# Колчестер (Коннектикут)
Колчестер (англ. Colchester) — місто (англ. town) в США, в окрузі Нью-Лондон штату Коннектикут. Населення — 15 555 осіб (2020).

## Демографія
Згідно з переписом 2010 року, у місті мешкало 16 068 осіб у 5915 домогосподарствах у складі 4391 родини. Було 6182 помешкання
Расовий склад населення:
| - 93,9 % — білих - 1,6 % — чорних або афроамериканців - 1,4 % — азіатів - 0,5 % — корінних американців |

До двох чи більше рас належало 1,7 %. Частка іспаномовних становила 3,3 % від усіх жителів.
За віковим діапазоном населення розподілялося таким чином: 26,4 % — особи молодші 18 років, 62,9 % — особи у віці 18—64 років, 10,7 % — особи у віці 65 років та старші. Медіана віку мешканця становила 40,6 року. На 100 осіб жіночої статі у місті припадало 97,1 чоловіків;  на 100 жінок у віці від 18 років та старших — 94,5 чоловіків також старших 18 років.
Середній дохід на одне домашнє господарство  становив 114 959 доларів США (медіана — 101 031), а середній дохід на одну сім'ю — 125 831 долар (медіана — 110 134). Медіана доходів становила 72 041 долар для чоловіків та 53 947 доларів для жінок. За межею бідності перебувало 5,9 % осіб, у тому числі 10,0 % дітей у віці до 18 років та 2,6 % осіб у віці 65 років та старших.
Цивільне працевлаштоване населення становило 8831 особа. Основні галузі зайнятості: освіта, охорона здоров'я та соціальна допомога — 24,1 %, фінанси, страхування та нерухомість — 12,0 %, науковці, спеціалісти, менеджери — 10,3 %, роздрібна торгівля — 9,8 %.